# Margaux Henry
Margaux Henry (14 de junio de 1997) es una deportista francesa que compite en piragüismo en la modalidad de eslalon. Ganó dos medallas en el Campeonato Mundial de Piragüismo en Eslalon, oro en 2017 y plata en 2018, ambas en la prueba de C2 mixto.

## Palmarés internacional
| Campeonato Mundial | Campeonato Mundial      | Campeonato Mundial | Campeonato Mundial |
| Año                | Lugar                   | Medalla            | Competición        |
| ------------------ | ----------------------- | ------------------ | ------------------ |
| 2017               | Pau (Francia)           | Medalla de oro     | C2 mixto           |
| 2018               | Río de Janeiro (Brasil) | Medalla de plata   | C2 mixto           |